# Szásztörpény
Szásztörpény (románul Tărpiu, németül Treppen) falu Romániában, Beszterce-Naszód megyében.

## Története
A falutól 1 kilométerre délkeletre az ásatások során La Tène és Hallstatt kultúrához tartozó, valamint bronzkori és római kori leleteket tártak fel. A falu első ízben 1332-ben a pápai tizedjegyzékben fordul elő Cupinum (Tripinium), Tripio néven. írja. Későbbi névváltozatai: Terpenia (1366), Therpen (1380), Terpen (1434). A 13. században román stílusban épült régi temploma búcsújáró hely volt, amelyet feltehetően Ágoston-rendi szerzetesek építettek. A jelenleg látható gótikus templom 1504-ben épült.
1850-ben 1048 lakosából 939 német, 67 roma és 42 román lakosa volt. 1992-ben 896 lakosából 805 román és 89 roma.

## Látnivalók
- Ortodox (korábban evangélikus) templom